# Dekanat Filadelfia
Dekanat Filadelfia – jeden z trzech dekanatów diecezji Wschodniej Pensylwanii Kościoła Prawosławnego w Ameryce.
Na terytorium dekanatu znajdują się następujące parafie:
- Parafia św. Michała Archanioła w Wilmington
- Parafia św. Mikołaja  w Bethlehem
- Parafia Trójcy Świętej w Catasauqua
- Parafia św. Mikołaja w Coatesville
- Parafia św. Hermana z Alaski w Gradyville
- Parafia św. Stefana w Filadelfii
- Parafia św. Mikołaja w Filadelfii
- Parafia Zaśnięcia Matki Bożej w Filadelfii
- Parafia Trójcy Świętej w Pottstown
- Parafia św. Marka we Wrightstown